# Les Diamants du maharadjah
Pour plus de détails, voir Fiche technique et Distribution.
Les Diamants du maharadjah (Diamanti) est une comédie de téléphones blancs italienne réalisée par Corrado D'Errico et sortie en 1939.
Il s'agit d'une adaptation du roman A bocca nuda, de Salvator Gotta.

## Synopsis
Marta est invitée par son cousin négociant en pierres précieuses à passer de courtes vacances à Amsterdam. Mais l'homme l'implique dans une escroquerie au détriment d'un maharadjah qui s'avère beaucoup plus rusé que prévu. Il ne tombe pas dans le piège, se rend compte que la jeune fille est totalement innocente et il fera en sorte qu'elle ne soit pas arrêtée par la police.

## Fiche technique
- Titre français : Les Diamants du maharadjah[1]
- Titre original italien : Diamanti[2]
- Réalisation : Corrado D'Errico
- Scénario : Ettore Maria Margadonna, Carlo Mariani Dell'Anguillara, Guglielmo Usellini, d'après le roman A bocca nuda, de Salvator Gotta.
- Photographie : Aldo Tonti
- Montage : Ferdinando Maria Poggioli
- Musique : Costantino Ferri (it)
- Décors : Salvo D'Angelo
- Production : Eugenio Fontana
- Société de production : Alfa Film
- Pays de production :  Royaume d'Italie
- Langue originale : italien
- Format : Noir et blanc - Son mono
- Genre : comédie de téléphones blancs
- Durée : 71 minutes
- Date de sortie :
  - Royaume d'Italie : 10 mars 1939
  - France : 11 novembre 1941

## Distribution
- Doris Duranti : Marta
- Lamberto Picasso : Le maharadjah
- Laura Nucci : Anna
- Enrico Glori : Carlo
- Alberto Manfredini : Morino
- Guglielmo Sinaz : Riccardo
- Romolo Costa : Baron Kapperdof
- Gemma Bolognesi : Jeanne
- Fausto Guerzoni : Sguerza
- Olinto Cristina :
- Carlo Marinotti :
- Lia Rosa :
- Ernesto Torrini :
- Giuseppe Ricagno :